# Jeroteo de Atenas
Jeroteo o Hieroteo de Atenas, llamado "el Tesmoteta" o "el Divino", (en griego: θεσμοθέτης Ἱερόθεος) fue un religioso griego del siglo I, discípulo de San Pablo y supuesto primer obispo de Atenas. Es considerado el Santo Patrono de Atenas, junto a Santa Filotea de Atenas y a San Dionisio Areopagita. 

## Vida
Las primeras y únicas noticias históricas sobre Jeroteo aparecieron en los escritos del Pseudo Dionisio Areopagita, un autor desconocido del siglo V que por engaño 
o humildad 
firmó sus obras con el nombre de San Dionisio, juez del Areópago y obispo de Atenas en el siglo I.
Según este autor, Jeroteo fue convertido al cristianismo por San Pablo, que le puso al frente de los cristianos de Atenas como obispo o presbítero. Fue un orador inspirado y convincente, estudioso perspicaz instruido en los asuntos divinos y de gran autoridad entre sus discípulos, entre los que se encontraba San Dionisio. 
Se halló presente, junto con algunos apóstoles, en el Tránsito de María, donde pronunció un memorable sermón que dejó impresionados a todos los asistentes. 
Dejó escritas al menos dos obras, "Elementos de Teología" (Theologikai stoicheioseis) e "Himnos de Amor" (Erotikoi hymnoi).
Según algunos autores modernos, los escritos del pseudo Dionisio carecen de credibilidad, y la existencia real de Jeroteo no pasa de ser una conjetura.

## San Jeroteo en España

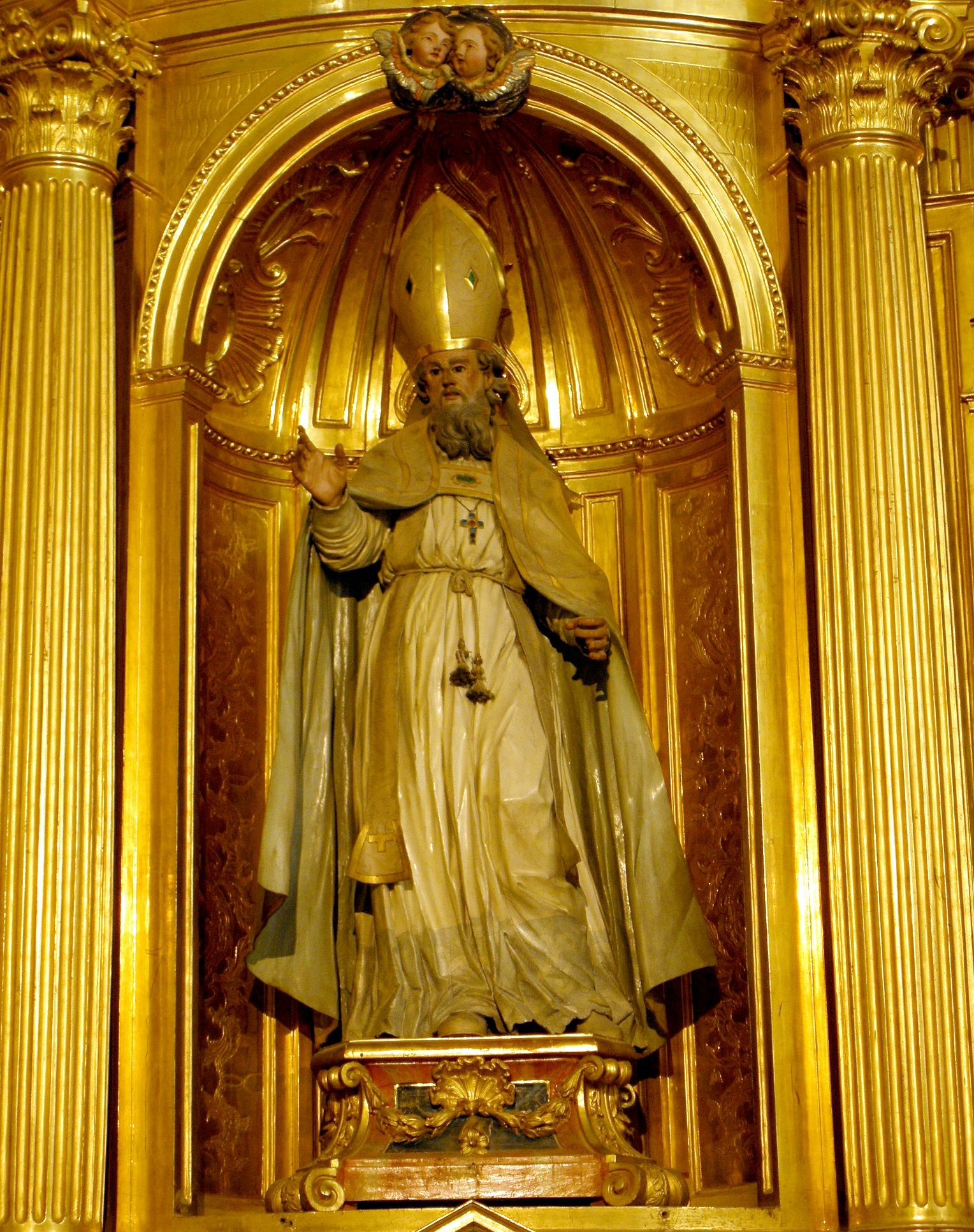
San Jeroteo, en la catedral de Segovia.

En las escasas noticias que el pseudo Dionisio dejó sobre Jeroteo no hay constancia de que éste hubiera estado nunca en España, pero a finales del siglo XVI el conocido impostor Jerónimo Román de la Higuera escribió dos crónicas falsamente atribuidas a Flavio Lucio Dextro (s. V) y a Liutprando de Cremona (s. X) en las que mencionaba a Jeroteo como natural de Ampurias, que habiendo acompañado a San Pablo a España, quedó nombrado por éste como primer obispo de Segovia. 
Los eruditos de la época, ignorantes de la falsedad de estos escritos, los aceptaron como auténticos, no sin ciertas reservas; 
la devoción al santo ateniense se extendió entre los fieles españoles, y a pesar de que en 1666 el marqués de Agrópoli desmintió historiográficamente la presencia de San Jeroteo en Segovia, 
el clero de esta diócesis encabezado por el obispo Diego Escolano y Ledesma defendió su existencia y al año siguiente se instituyó en Segovia el culto oficial al santo que ha perdurado hasta nuestros días.